# Шоде, Антуан Дени
Антуан Дени Шоде (фр. Antoine-Denis Chaudet; 3 марта 1763, Париж — 18 апреля 1810, Париж) — французский скульптор академического направления, рисовальщик, живописец и художник декоративно-прикладного искусства, работавший в стиле наполеоновского ампира.

## Биография
Антуан Дени Шоде был учеником скульптора Жана-Батиста Стуфа в Королевской академии живописи и скульптуры в Париже. В 1784 году за барельеф «Иосиф, проданный его братьями» Шоде получил первую Римскую премию и отправился в качестве пенсионера в Италию, во Французскую академию в Риме, где в течение четырёх лет изучал античную скульптуру и вместе с Жаном-Жерменом Друэ писал римские пейзажи с натуры.
По возвращении во Францию в 1789 году он был принят в Королевскую академию живописи и скульптуры. В 1805 году стал членом Института Франции. 1 февраля 1810 года Шоде занял должность профессора-ректора Школы изящных искусств в Париже, заменив скончавшегося ранее, в 1805 году, Луи-Жан-Франсуа Лагрене Старшего, а 8 сентября 1810 года его сменит Франсуа-Фредерик Лемо.
За первым значительным произведением, барельефом «Воин, умирающий за отечество» (находится под перистилем парижского Пантеона), следовали одна за другой работы стилизованные под античность: статуя Наполеона I, отличающаяся особенным сходством, рельеф «Поэзия» (во внутреннем дворе Лувра), группа «Пастух Форбант возвращает к жизни маленького Эдипа, сняв его с дерева» (в музее Лувра), статуя Цинцинната (в зале Сената), статуя девушки с цветком мимозы в руках (в Лувре), группа «Кипарис оплакивает оленёнка, убитого Орестом» (в Санкт-Петербургском Эрмитаже).
В 1801 году Шоде принял участие в иллюстрировании издания «Творения Жана Расина», он работал над ручными веерами из бумаги, дерева и кости. В парижском Лувре хранятся многочисленные наброски Шоде, отражающие его ранние идеи для многих из его самых известных скульптур и изделий в стиле ампира. Также сохранились рукописные заметки, которые Шоде использовал во время работы над разными заказами. Скульптор женился на своей ученице, художнице Жанне-Элизабет Шоде.
В 1810 году Шоде создал своё самое знаменитое произведение — статую Наполеона в образе Юлия Цезаря, увенчавшую 44-метровую Вандомскую колонну, выполненную по декрету от 1 января 1806 года, в память побед, одержанных Бонапартом в кампанию 1805 года. Колонна в общих чертах воспроизводит римскую Колонну Траяна. Статуя была отлита в 1808 году и установлена на вершине колонны 5 августа 1810 года, за несколько дней до открытия памятника 15 августа. Снятая в 1814 году, в 1818 году она был переплавлена. В 1863 году император Наполеон III повелел восстановить скульптуру Шоде, что и было выполнено скульптором Огюстом Дюмоном. Именно эту статую, отреставрированную и открытую 28 декабря 1875 года, можно увидеть и в наше время на вершине колонны Вандомской площади.
Шоде также выполнил мраморную статую Бонапарта, которую император вёз в обозе в Москву в 1812 году с тем, чтобы установить её в покорённом городе. Ныне она хранится в музее-панораме «Бородинская битва» в Москве.
Скульптор Шоде похоронен в Париже на кладбище Монпарнас (4-й отдел).

## Галерея

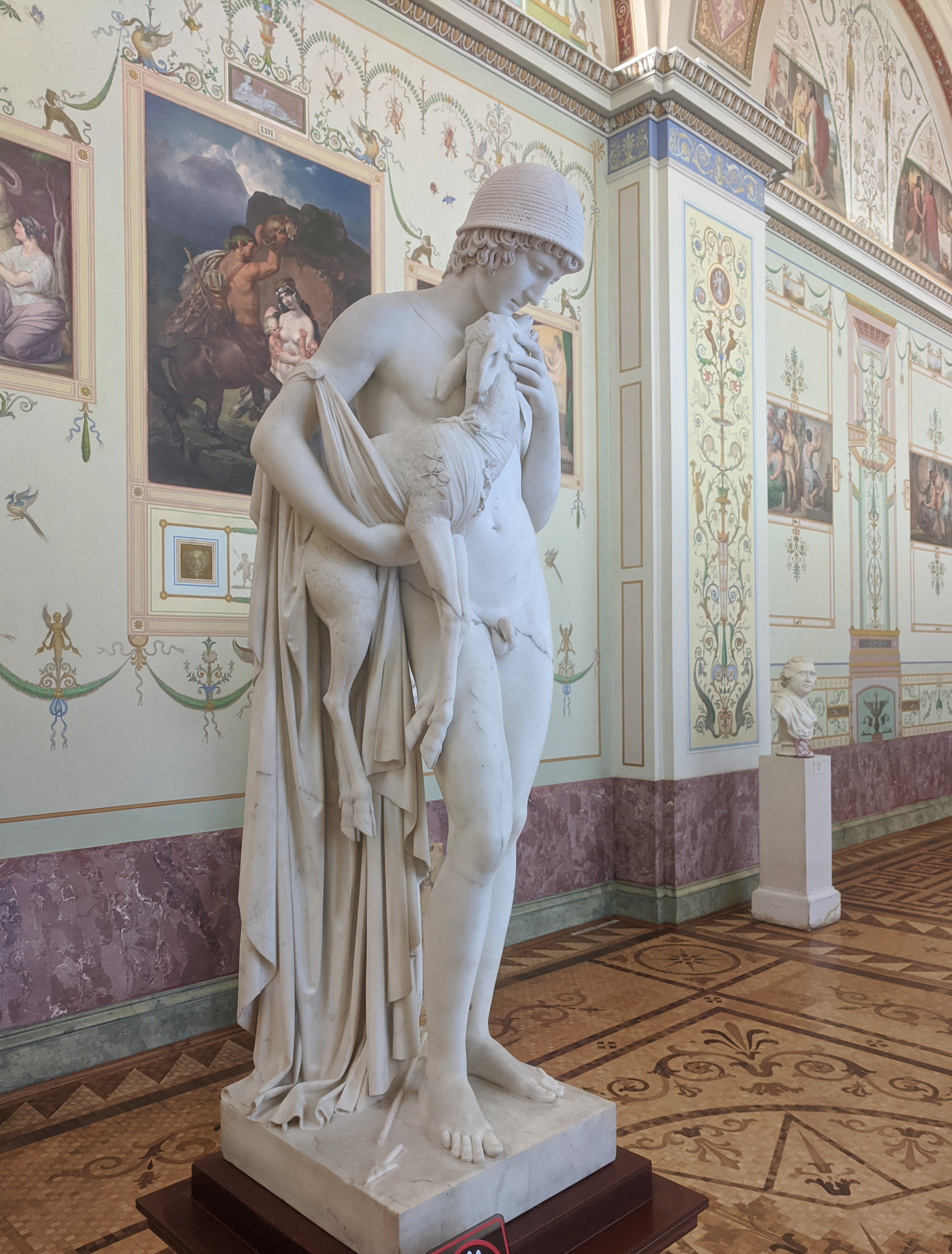
Кипарис оплакивает оленёнка, убитого Орестом. 1794. Мрамор. Государственный Эрмитаж, Санкт-Петербург
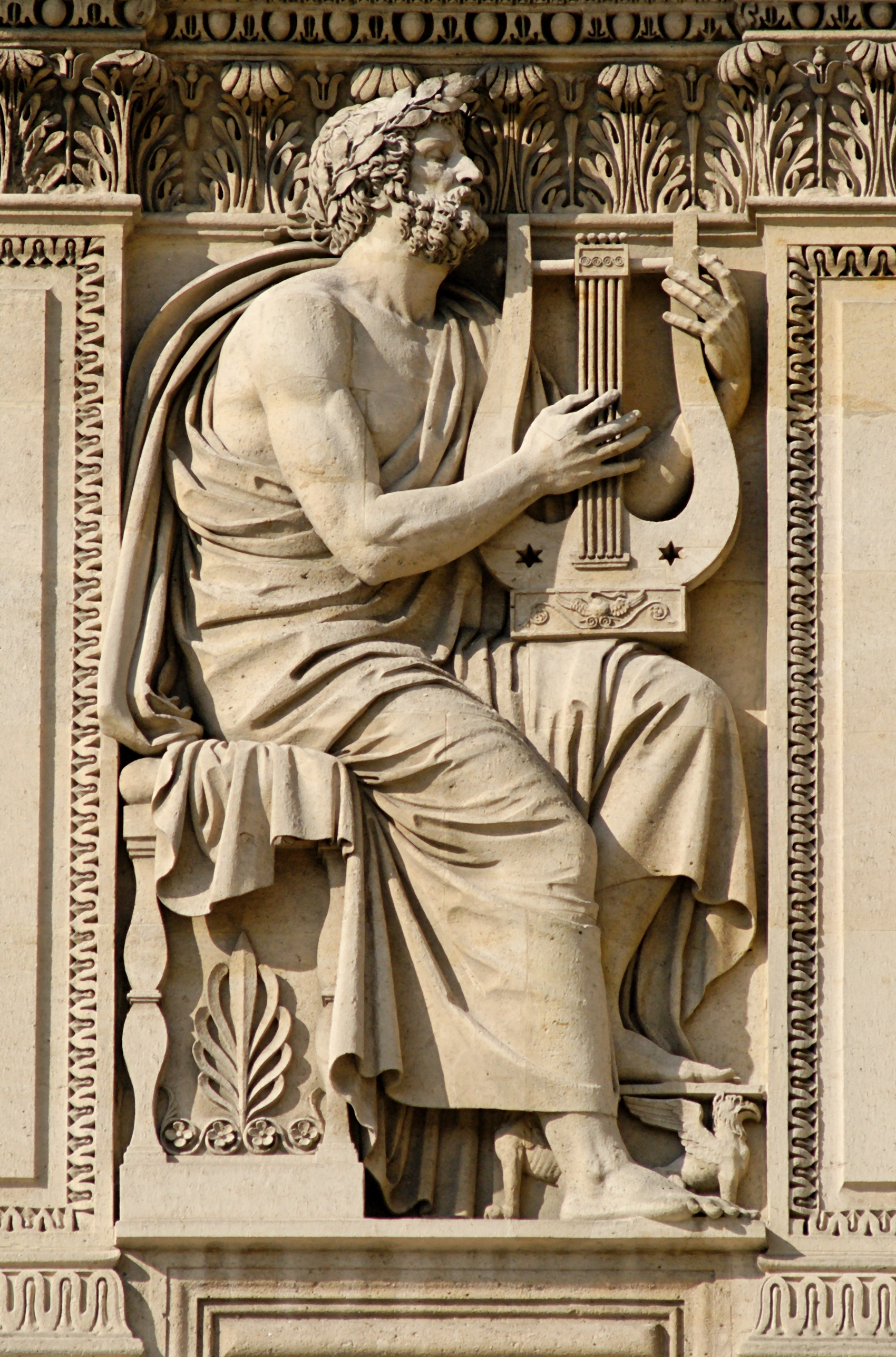
Гомер. 1806. Рельеф. Квадратный двор Лувра. Западный фасад, Париж
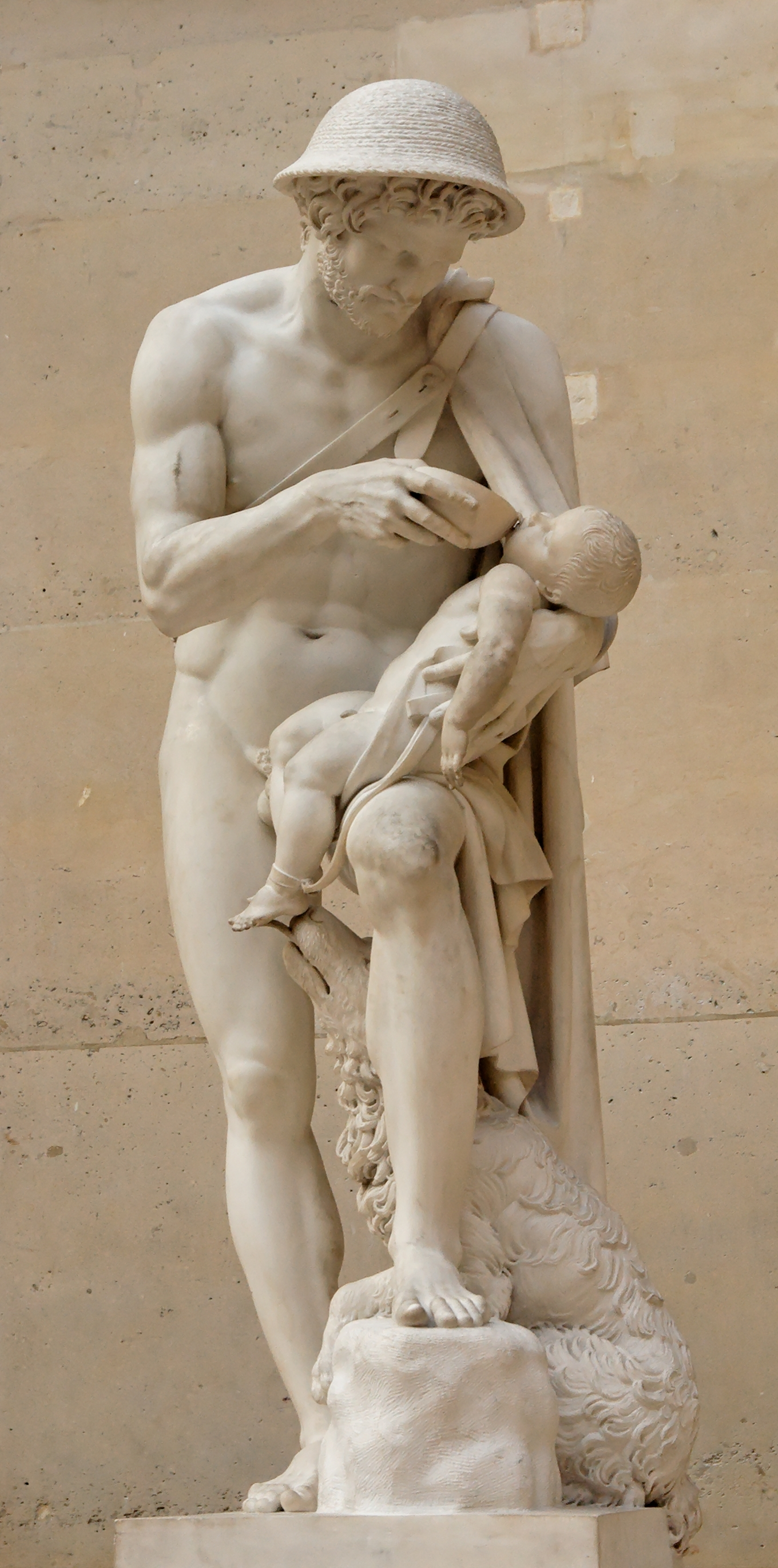
Пастух Форбант возвращает к жизни маленького Эдипа, сняв его с дерева. 1801. Мрамор. Лувр, Париж
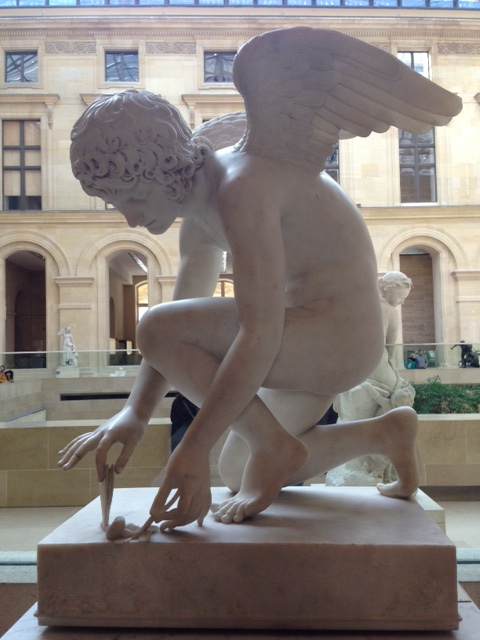
Амур, ловящий бабочку. 1817. Мрамор. Лувр, Париж
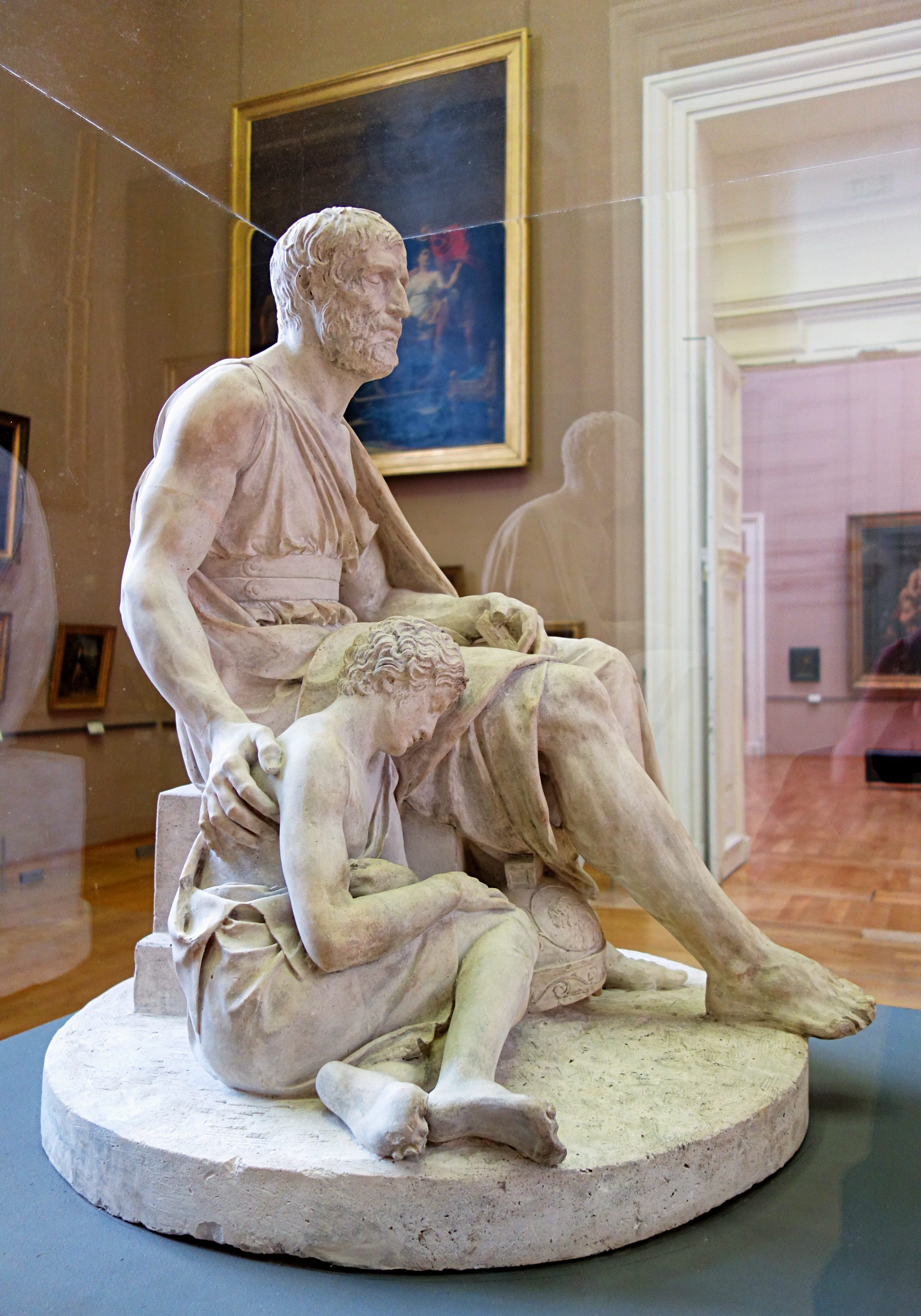
Отдых слепого Велизария. 1791. Мрамор. Дворец изящных искусств, Лилль
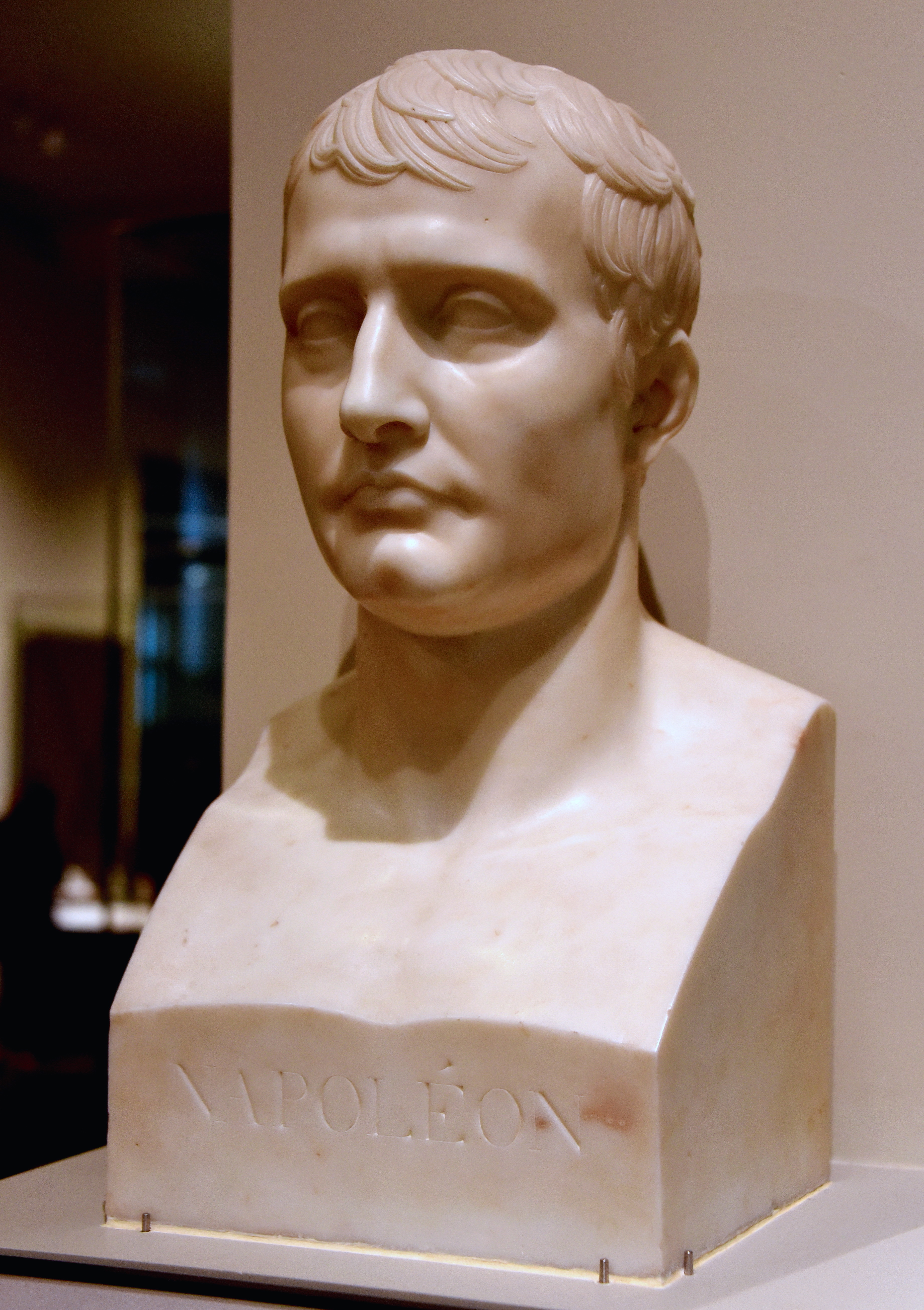
Бюст Наполеона. 1807—1809. Мрамор. Музей Виктории и Альберта, Лондон
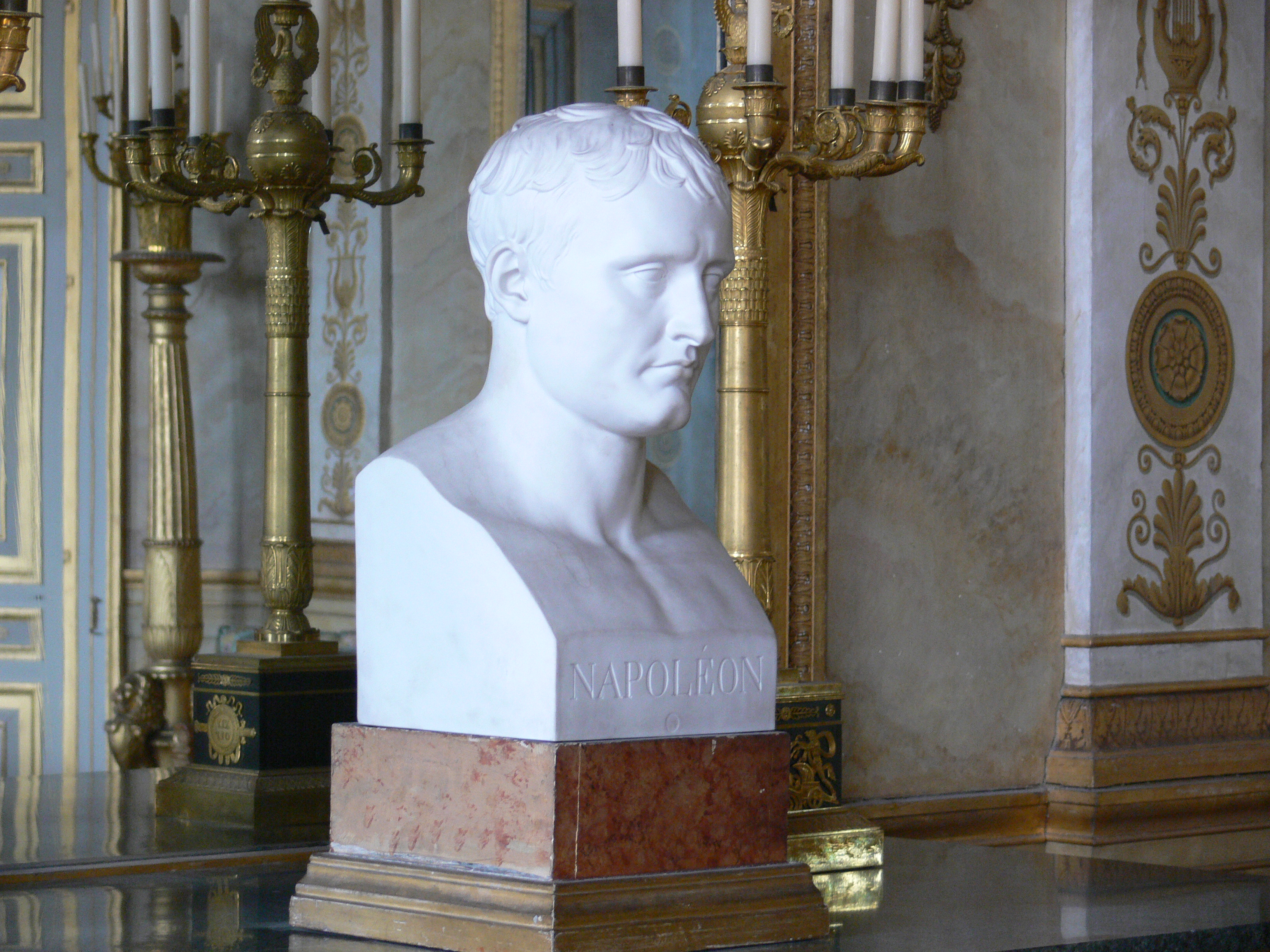
Бюст Наполеона. 1811. Мрамор. Замок Компьень
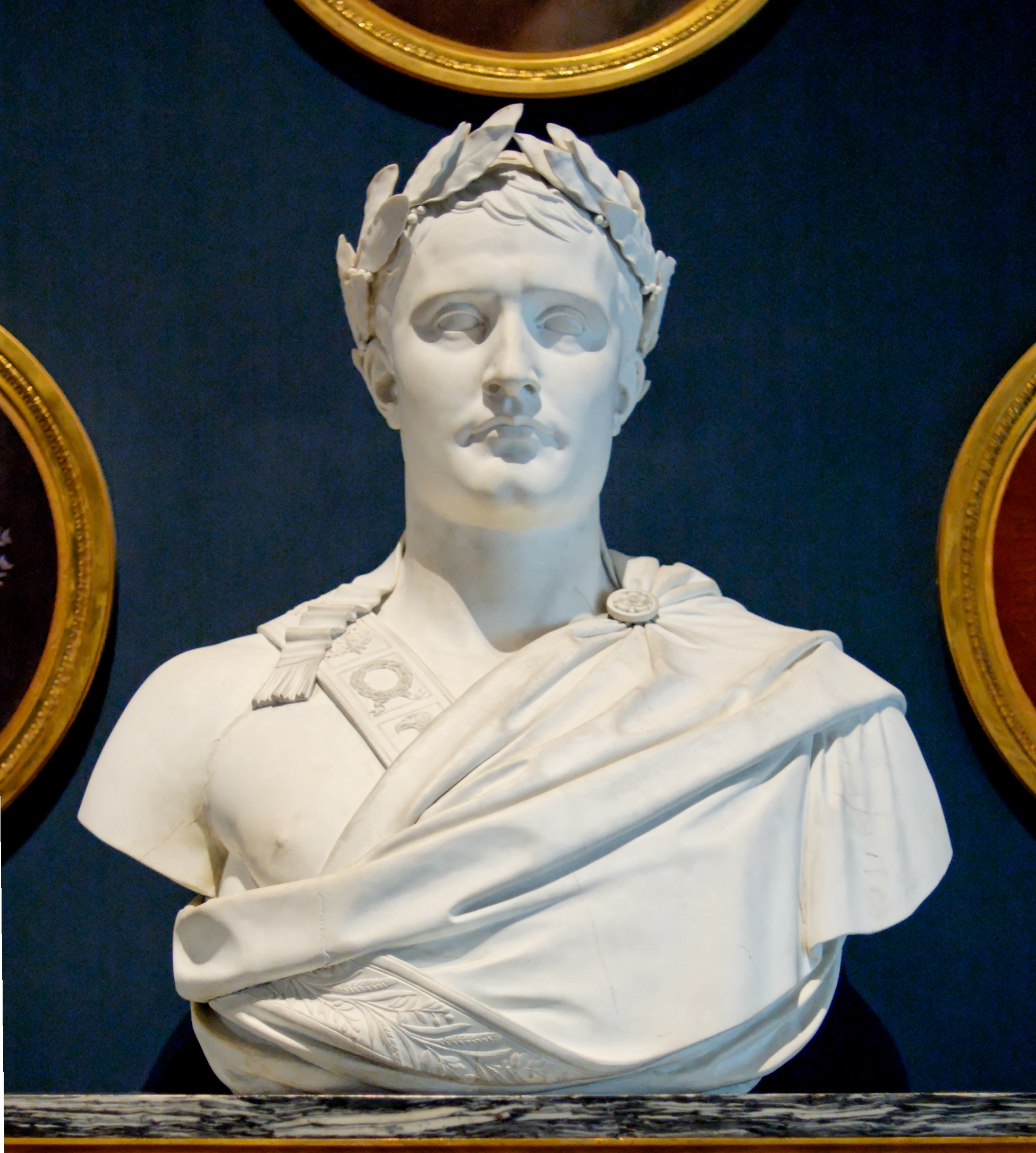
Наполеон. 1811. Бисквит Севрской фарфоровой мануфактуры. Лувр, Париж
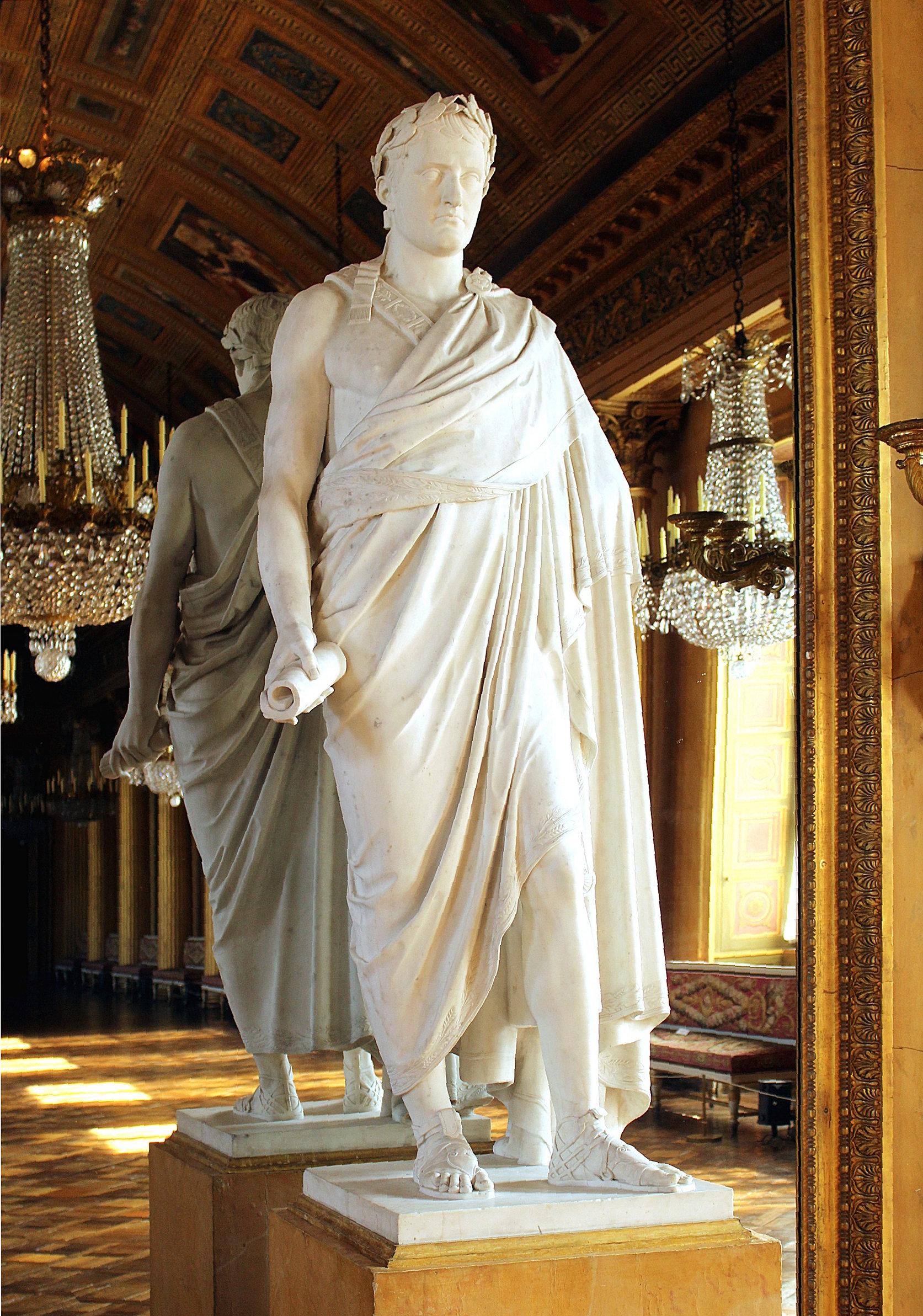
Статуя Наполеона Бонапарта. 1804. Мрамор. Замок Компьень
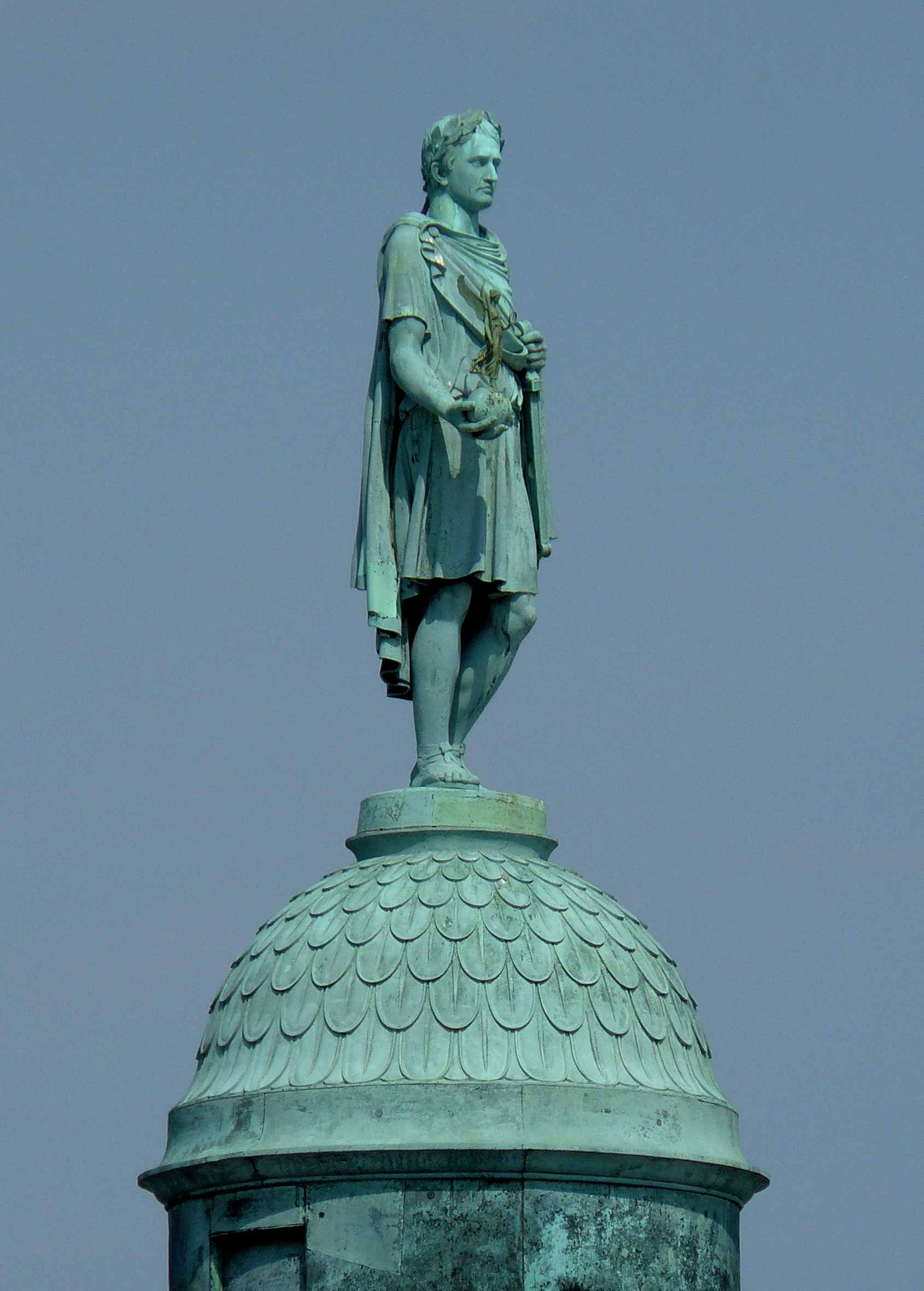
Статуя Наполеона в образе Юлия Цезаря на вершине Вандомской колонны. 1863. О. Дюмон по несохранившемуся оригиналу А. Д. Шоде
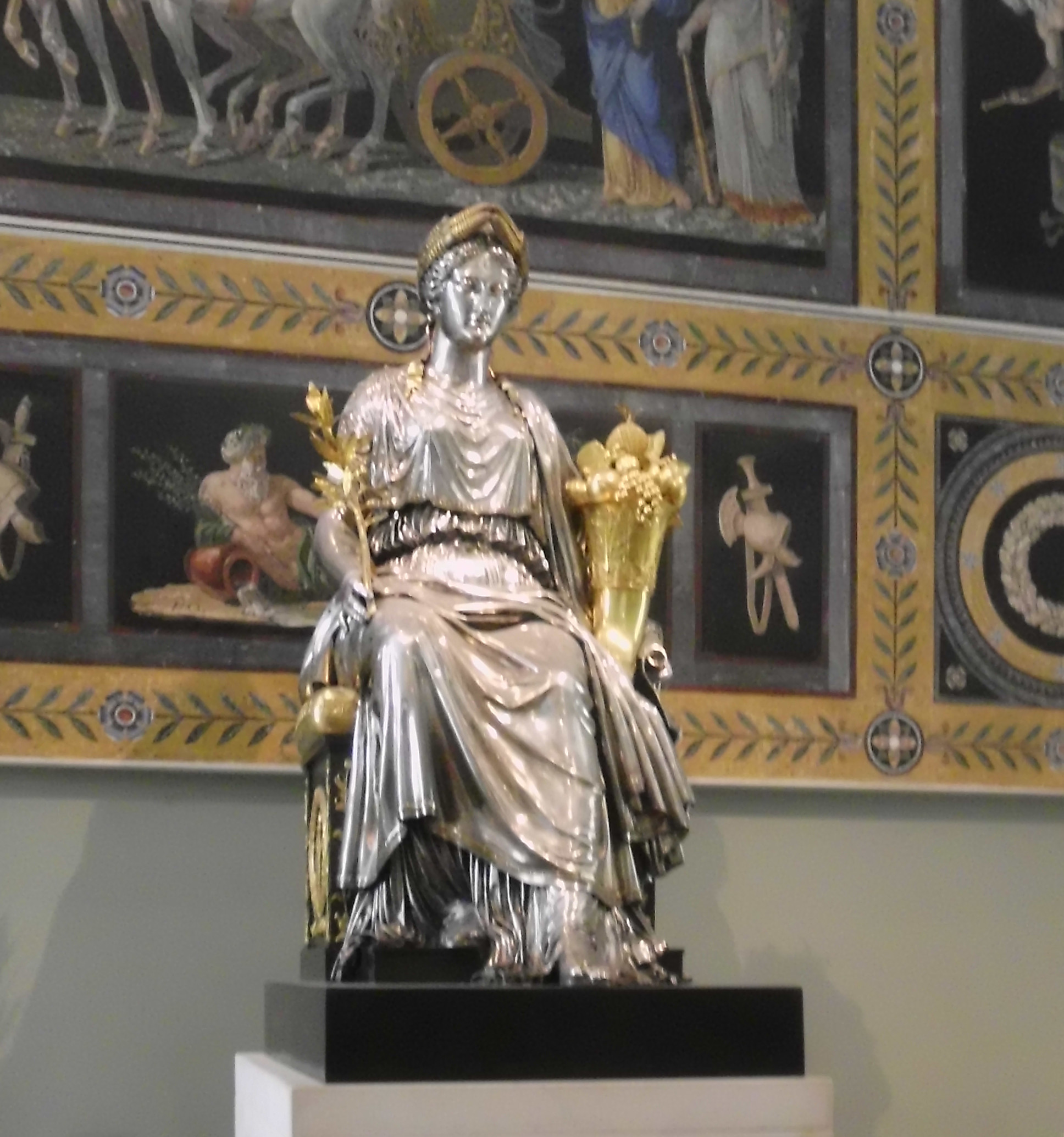
Мир. 1806. Серебро, золото, бронза. Лувр, Париж